# Cindy Crawford
Cynthia Ann Crawford, mais conhecida como Cindy Crawford (DeKalb, 20 de fevereiro de 1966) é uma supermodelo, atriz e personalidade de televisão norte-americana. Sendo um dos maiores nomes da moda entre os anos 80 e 90, é amplamente conotada como uma das mais bem sucedidas modelos de todos os tempos. É mãe da também modelo Kaia Gerber. 
Quando se dedicava às colheitas de milho, um pequeno trabalho de Verão, em 1982, um repórter fotográfico reparou na sua beleza e resolveu fotografá-la. Como resultado da sessão ficou patente a sua fotogenia, o que foi suficiente para a levar a apostar na carreira de modelo logo de imediato.
Nesse Verão e no seguinte trabalhou como modelo para a Elite Model de Chicago, mas depois optou por se dedicar em exclusivo aos estudos universitários, na área de engenharia química. Pelo caminho deixou a sua participação no concurso Elite Look of the Year de 1982, onde era uma das mais fortes candidatas à vitória. No entanto, mais tarde viria a interromper os estudos porque resolveu voltar atrás e regressar ao mundo da moda.
No início da sua carreira recomendaram-lhe que retirasse o sinal que tem junto à boca por ser considerado inestético. Contudo, recusou a sugestão e, hoje em dia, o sinal faz parte da sua imagem de marca.
Cindy trabalhou em Chicago até que o sucesso a levou a mudar-se para Nova Iorque, onde residiu até 1996, altura em que se instalou em Los Angeles. Bastaram-lhe dois anos para começar a desfilar roupas dos mais conceituados costureiros e a ocupar as capas das mais importantes revistas de moda.
Até hoje já fez mais de 400 capas em todo o mundo. Uma das mais famosas é da Vanity Fair que saiu em 1993. Nela Cindy Crawford apareceu com a cantora lésbica KD Lang numa pose que chocou os mais conservadores. O sucesso alcançado permitiu-lhe integrar o primeiro grupo de supermodelos, um escalão acima das top models, do qual também faziam parte Naomi Campbell, Stephanie Seymour, Claudia Schiffer e Linda Evangelista.
Em 1988, tornou-se a primeira supermodelo a aceitar posar para a revista masculina Playboy. A experiência foi muito bem aceite pelo público e valeu-lhe um contrato, que se prolongou por seis anos, para se tornar a apresentadora do programa da moda "House of Style", do canal musical MTV.
Para além de uma muito bem sucedida carreira como manequim e de se ter revelado uma excelente estudante, Cindy Crawford também mostrou ter propensão para o negócio. Lançou, assim, aproveitando a sua imagem, uma série de calendários em fato-de-banho, videocassetes de fitness e um livro sobre maquilhagem. Através da sua empresa, a Crawdaddy, conseguiu contratos milionários com multinacionais como a Pepsi, a Kay Jewelers e a Revlon. Quando as suas companheiras de passerella lançaram o Fashion Café, preferiu a copresidência da cadeia internacional de restaurantes Planet Hollywood.
Tudo isto ajudou a que, em 1995, fosse considerada pela revista norte-americana Forbes como a modelo mais bem paga do mundo. Nesse mesmo ano estreou-se nas lides cinematográficas em "Presa Fácil", onde contracenou com William Baldwin, mas aqui o sucesso ficou muito aquém do esperado.
Cindy Crawford dedica também muito do seu tempo a acções de caridade, especialmente as relacionadas com a leucemia, doença que lhe roubou um irmão, quando ambos eram crianças. Metade dos lucros dos calendários por si lançados são destinados a programas de combate à leucemia.

## Filmografia
| Filmes | Filmes          | Filmes                 | Filmes            | Filmes                                            |
| Ano    | Título          | Título (Brasil)        | Título (Portugal) | Papel                                             |
| ------ | --------------- | ---------------------- | ----------------- | ------------------------------------------------- |
| 1990   | Awwal Number    |                        |                   | A madrasta de DIG Vikram Singh                    |
| 1995   | Unzipped        | Abrindo o Zíper        |                   | como ela mesma                                    |
| 1995   | Catwalk         | Catwalk                |                   | como ela mesma                                    |
| 1995   | Fair Game       | Atração Explosiva      | Presa Fácil       | como Kate McQueen                                 |
| 1998   | 54              | Studio 54              |                   | como VIP Patron                                   |
| 1998   | Beautopia       |                        |                   | um documentário crítico sobre o mundo das modelos |
| 2000   | Bodyguards      |                        |                   | como ela mesma                                    |
| 2001   | The Simian Line | O Amor na Palma da Mão |                   | como Sandra                                       |